# Lọng lá tía
Lọng lá tía (danh pháp hai phần: Bulbophyllum longibrachiatum) là một loài phong lan thuộc chi Bulbophyllum. Loài này phân bố tại miền Bắc Việt Nam và tỉnh Vân Nam, Trung Quốc.